# Thurbrand
Thurbrand est un noble northumbrien actif dans les premières décennies du XIe siècle. Ce baron, peut-être basé dans le Holderness, est à l'origine du meurtre du comte de Northumbrie Uchtred le Hardi, commis à l'instigation du roi Knut le Grand en 1016 ou après. Quelques années plus tard, vers 1024, Thurbrand est à son tour assassiné par Ealdred, le fils d'Uchtred. La faide qui oppose les deux familles se poursuit pendant plusieurs décennies.

## Biographie

### Origines
Les activités de Thurbrand se placent sous les règnes d'Æthelred le Malavisé (978-1016), Sven à la Barbe fourchue (1013-1014) et Knut le Grand (1016-1035). D'après Jean de Worcester, Thurbrand est un noble danois. Il est généralement appelé « Thurbrand le Hold » dans les sources : hold désigne une charge de rang élevé, située au-dessus du thegn mais au-dessous de l'ealdorman d'après la valeur des wergilds attribués à ces rangs par la Norðleoda laga,.
Un thegn nommé Thurbrand apparaît dans la liste des témoins d'une charte émise par Æthelred en 1009 qui concerne une donation de terres à un autre thegn, nommé Morcar, dans le Derbyshire,. Le testament d'Æthelstan, le fils aîné d'Æthelred, qui date de 1014, mentionne également un Thurbrand, qui est dit avoir offert un cheval au prince. Il est possible que l'un ou l'autre de ces Thurbrand, voire les deux, soit le hold northumbrien.

### Le meurtre d'Uchtred
D'après le De obsessione Dunelmi, une chronique composée à Durham à la fin du XIe ou au début du XIIe siècle, Thurbrand est l'ennemi juré de Styr, fils d'Ulf, un homme fortuné (peut-être un bourgeois de la ville d'York) dont le souvenir s'est perpétué parce qu'il a fait don du manoir de Darlington et d'autres domaines à la cathédrale de Durham,. Le De obsessione affirme également que le comte de Northumbrie Uchtred le Hardi s'est engagé à assassiner Thurbrand afin de pouvoir épouser Sige, la fille de Styr. Pour peu qu'il ait tenté de l'assassiner, il n'y est pas parvenu,. Le De obsessione rapporte qu'Ucthred se marie par la suite avec Ælfgifu, la fille du roi Æthelred le Malavisé. Ce dernier cherche peut-être à s'assurer ainsi la loyauté d'Uchtred contre ses rivaux Sven et Knut, ou bien à le récompenser pour la fidélité dont il lui aurait déjà fait preuve,.
Le récit du De obsessione se poursuit avec le meurtre d'Uchtred. Après la mort d'Æthelred (1014) et l'avènement de Knut au trône d'Angleterre (1016), le nouveau roi convoque Uchtred en un lieu appelé Wiheal. Ayant reçu un sauf-conduit, le comte accepte, mais la trahison de Thurbrand permet aux hommes du roi de se jeter sur Uchtred et ses gens pour les massacrer. Knut est dès lors libre de nommer Éric Håkonsson comte de Northumbrie. Cet événement est également rapporté par la Chronique anglo-saxonne et les chroniques de Jean de Worcester et Siméon de Durham.
La date et le lieu de ce meurtre restent incertains. Bien qu'il soit entré sous l'année 1016 dans les différentes chroniques, il est possible qu'il ait pris place à une date ultérieure. Wiheal pourrait être Wighill, un village à quelques kilomètres au nord de Tadcaster, mais les anciennes formes de ce toponyme (par exemple Wichele) ne ressemblent pas étroitement à Wiheal. Il pourrait donc plutôt s'agir de Worrall, un village au nord-ouest de Sheffield, dont le nom est orthographié Wihala ou Wihale dans le Domesday Book.

### Mort et postérité

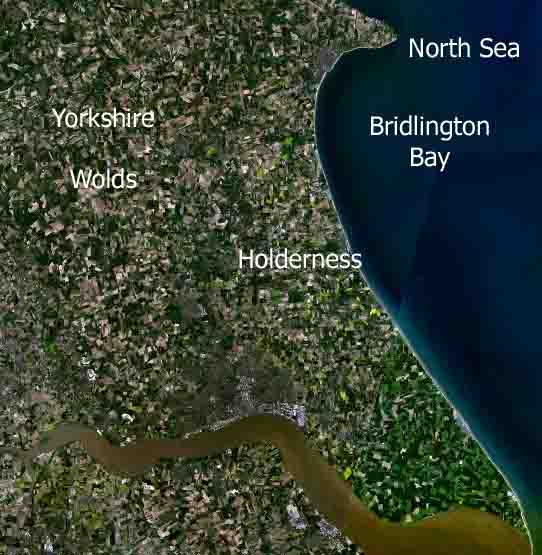
La péninsule du Holderness pourrait devoir son nom à Thurbrand.

D'après le De obsessione, Thurbrand trouve la mort aux mains d'Ealdred, le fils d'Uchtred, qui venge ainsi son père. Cet événement pourrait avoir pris place vers 1024. Ealdred est à son tour tué par Carl, le fils de Thurbrand, en 1038. Cette faide, dont le meurtre d'Uchtred est l'élément déclencheur (ou en tout cas le premier événement connu), se poursuit entre leurs descendants pendant plusieurs décennies, jusqu'après la conquête normande de l'Angleterre,.

Certains descendants de Thurbrand, notamment son petit-fils Knut, possèdent des terres dans le Holderness, une péninsule du Yorkshire de l'Est, au nord de l'estuaire du Humber. Le nom de cette péninsule, qui signifie littéralement « le cap du hold », pourrait faire référence à Thurbrand. 